# Euphorbia susannae
Euphorbia susannae là một loài thực vật có hoa trong họ Đại kích. Loài này được Marloth mô tả khoa học đầu tiên năm 1929.

## Hình ảnh

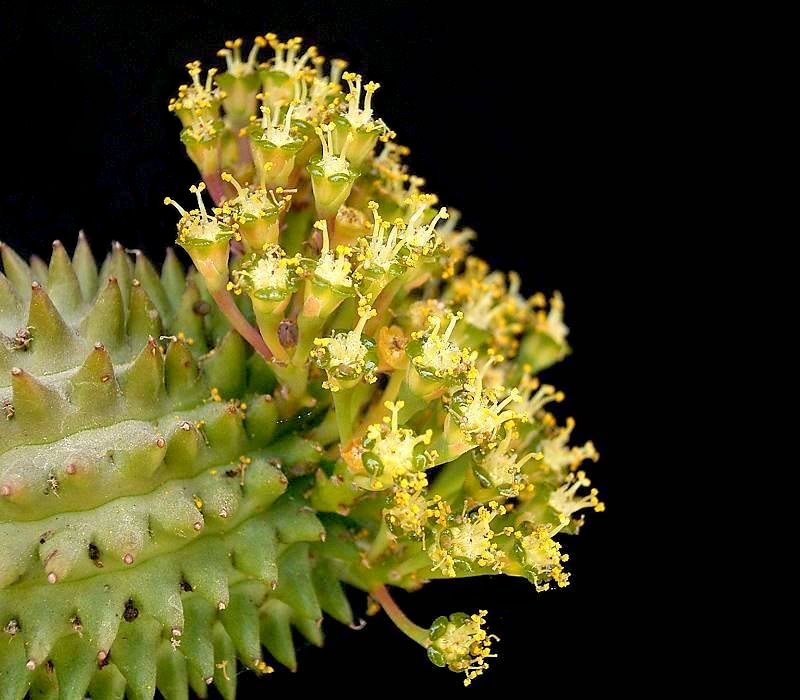
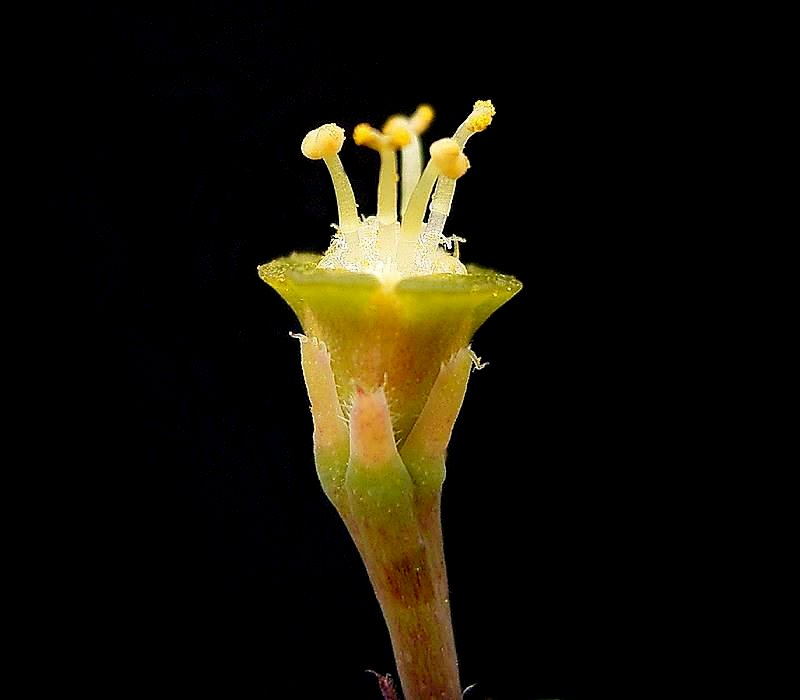
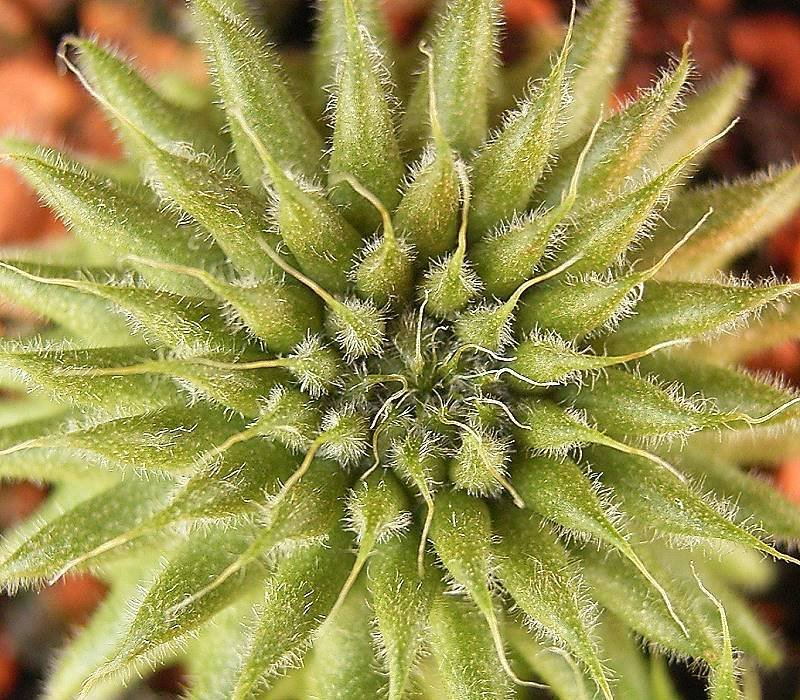
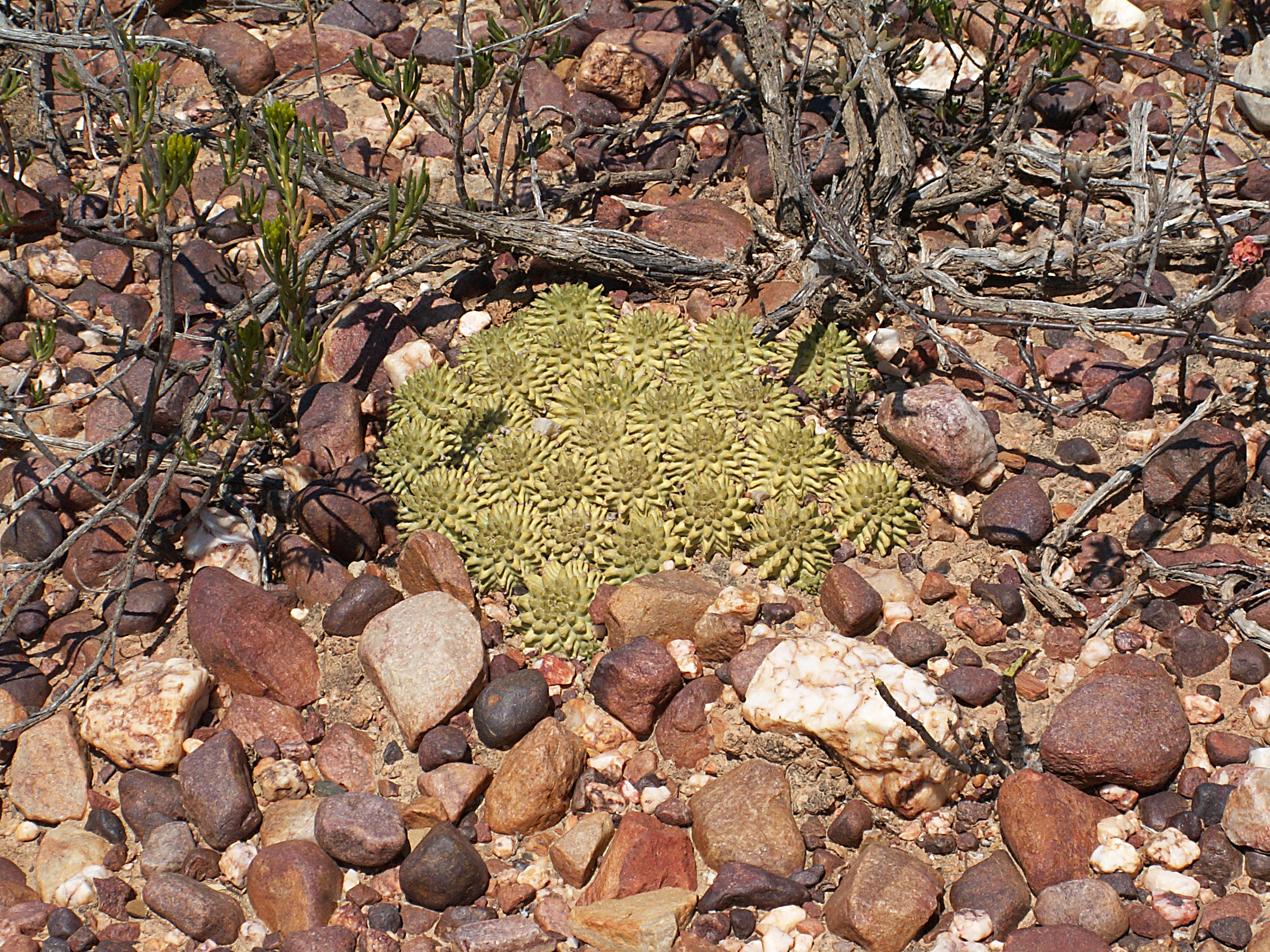